# Tour de Suisse 2025
Tour de Suisse 2025 var den 88. udgave af det schweiziske etapeløb Tour de Suisse. Cykelløbets otte etaper havde en samlet distance på 1.282,7 km, og blev kørt fra 15. juni med start i Küssnacht til 22. juni 2025 hvor der var mål i Emmetten-Stockhütte. Løbet var 24. arrangement på UCI World Tour 2025.

## Etaperne
| Etape    | Dato     | Start – Mål                                 | type             | Afstand (km) | Elevation (m) | Etapevinder       | Førende rytter  |
| -------- | -------- | ------------------------------------------- | ---------------- | ------------ | ------------- | ----------------- | --------------- |
| 1. etape | 15. jun. | Küssnacht – Küssnacht                       | flad etape       | 127,2        | 1.959 m       | Romain Grégoire   | Romain Grégoire |
| 2. etape | 16. jun. | Aarau – Schwarzsee                          | kuperet etape    | 177,1        | 2.488 m       | Vincenzo Albanese | Romain Grégoire |
| 3. etape | 17. jun. | Aarau – Heiden                              | kuperet etape    | 191          | 3.012 m       | Quinn Simmons     | Romain Grégoire |
| 4. etape | 18. jun. | Heiden – Piuro                              | bjergetape       | 193,1        | 2.798 m       | João Almeida      | Romain Grégoire |
| 5. etape | 19. jun. | La Punt Chamues-ch – Santa Maria in Calanca | bjergetape       | 183,7        | 3.828 m       | Oscar Onley       | Kévin Vauquelin |
| 6. etape | 20. jun. | Chur – Neuhausen am Rheinfall               | kuperet etape    | 188,7        | 2.234 m       | Jordi Meeus       | Kévin Vauquelin |
| 7. etape | 21. jun. | Neuhausen am Rheinfall – Emmetten           | kuperet etape    | 211,8        | 3.179 m       | João Almeida      | Kévin Vauquelin |
| 8. etape | 22. jun. | Beckenried – Emmetten-Stockhütte            | bjergenkeltstart | 10,1         | 836 m         | João Almeida      | João Almeida    |

### 1. etape
| Küssnacht - Küssnacht | flad etape | (127,2 km) |

| \| Etaperesultat \| Etaperesultat \| Etaperesultat \| Etaperesultat \| Etaperesultat \| \| Rytter \| Rytter \| Hold \| Tid \| \| \| ------------- \| ------------------- \| -------------------------- \| ------------- \| ------------- \| \| 1. \| Romain Grégoire \| Groupama-FDJ \| 2t 50' 15" \| \| \| 2. \| Kévin Vauquelin \| Arkéa-B&B Hotels \| + 20" \| \| \| 3. \| Bart Lemmen \| Team Visma \\| Lease a Bike \| + 20" \| \| \| 4. \| Julian Alaphilippe \| Tudor Pro Cycling Team \| + 20" \| \| \| 5. \| Ben O'Connor \| Team Jayco AlUla \| + 1' 07" \| \| \| 6. \| Felix Großschartner \| UAE Team Emirates XRG \| + 1' 07" \| \| \| 7. \| Pablo Castrillo \| Movistar Team \| + 1' 07" \| \| \| 8. \| Lennard Kämna \| Lidl-Trek \| + 1' 07" \| \| \| 9. \| Rainer Kepplinger \| Bahrain Victorious \| + 1' 07" \| \| \| 10. \| Nicola Conci \| XDS Astana Team \| + 1' 26" \| \| |                     |                            |            |
| |                     |                            |            |
| Kilder: ProCyclingStats Cycling Quotient |                     |                            |            |
| Etaperesultat |                     |                            |            |
| Rytter | Rytter              | Hold                       | Tid        |
| 1. | Romain Grégoire     | Groupama-FDJ               | 2t 50' 15" |
| 2. | Kévin Vauquelin     | Arkéa-B&B Hotels           | + 20"      |
| 3. | Bart Lemmen         | Team Visma \| Lease a Bike | + 20"      |
| 4. | Julian Alaphilippe  | Tudor Pro Cycling Team     | + 20"      |
| 5. | Ben O'Connor        | Team Jayco AlUla           | + 1' 07"   |
| 6. | Felix Großschartner | UAE Team Emirates XRG      | + 1' 07"   |
| 7. | Pablo Castrillo     | Movistar Team              | + 1' 07"   |
| 8. | Lennard Kämna       | Lidl-Trek                  | + 1' 07"   |
| 9. | Rainer Kepplinger   | Bahrain Victorious         | + 1' 07"   |
| 10. | Nicola Conci        | XDS Astana Team            | + 1' 26"   |

| \| Samlede stilling \| Samlede stilling \| Samlede stilling \| Samlede stilling \| Samlede stilling \| \| Rytter \| Rytter \| Hold \| Tid \| \| \| ---------------- \| ------------------- \| -------------------------- \| ---------------- \| ---------------- \| \| 1. \| Romain Grégoire \| Groupama-FDJ \| 2t 50' 05" \| \| \| 2. \| Kévin Vauquelin \| Arkéa-B&B Hotels \| + 24" \| \| \| 3. \| Bart Lemmen \| Team Visma \\| Lease a Bike \| + 26" \| \| \| 4. \| Julian Alaphilippe \| Tudor Pro Cycling Team \| + 26" \| \| \| 5. \| Ben O'Connor \| Team Jayco AlUla \| + 1' 07" \| \| \| 6. \| Felix Großschartner \| UAE Team Emirates XRG \| + 1' 07" \| \| \| 7. \| Pablo Castrillo \| Movistar Team \| + 1' 07" \| \| \| 8. \| Lennard Kämna \| Lidl-Trek \| + 1' 07" \| \| \| 9. \| Rainer Kepplinger \| Bahrain Victorious \| + 1' 07" \| \| \| 10. \| Ben Swift \| Ineos Grenadiers \| + 1' 32" \| \| |                     |                            |            |
| |                     |                            |            |
| Kilder: ProCyclingStats Cycling Quotient |                     |                            |            |
| Samlede stilling |                     |                            |            |
| Rytter | Rytter              | Hold                       | Tid        |
| 1. | Romain Grégoire     | Groupama-FDJ               | 2t 50' 05" |
| 2. | Kévin Vauquelin     | Arkéa-B&B Hotels           | + 24"      |
| 3. | Bart Lemmen         | Team Visma \| Lease a Bike | + 26"      |
| 4. | Julian Alaphilippe  | Tudor Pro Cycling Team     | + 26"      |
| 5. | Ben O'Connor        | Team Jayco AlUla           | + 1' 07"   |
| 6. | Felix Großschartner | UAE Team Emirates XRG      | + 1' 07"   |
| 7. | Pablo Castrillo     | Movistar Team              | + 1' 07"   |
| 8. | Lennard Kämna       | Lidl-Trek                  | + 1' 07"   |
| 9. | Rainer Kepplinger   | Bahrain Victorious         | + 1' 07"   |
| 10. | Ben Swift           | Ineos Grenadiers           | + 1' 32"   |

### 2. etape
| Aarau - Schwarzsee | kuperet etape | (177,1 km) |

| \| Etaperesultat \| Etaperesultat \| Etaperesultat \| Etaperesultat \| Etaperesultat \| \| Rytter \| Rytter \| Hold \| Tid \| \| \| ------------- \| --------------------- \| -------------------------- \| ------------- \| ------------- \| \| 1. \| Vincenzo Albanese \| EF Education-EasyPost \| 3t 55' 57" \| \| \| 2. \| Fabio Christen \| Q36.5 Pro Cycling Team \| + 0" \| \| \| 3. \| Lewis Askey \| Groupama-FDJ \| + 0" \| \| \| 4. \| Quinn Simmons \| Lidl-Trek \| + 0" \| \| \| 5. \| Danny van Poppel \| Red Bull-Bora-Hansgrohe \| + 0" \| \| \| 6. \| Paul Lapeira \| Decathlon-AG2R La Mondiale \| + 0" \| \| \| 7. \| Pello Bilbao \| Bahrain Victorious \| + 0" \| \| \| 8. \| Nicolò Buratti \| Bahrain Victorious \| + 0" \| \| \| 9. \| Gal Glivar \| Alpecin-Deceuninck \| + 0" \| \| \| 10. \| Fabio Van den Bossche \| Alpecin-Deceuninck \| + 0" \| \| |                       |                            |            |
| |                       |                            |            |
| Kilde: ProCyclingStats |                       |                            |            |
| Etaperesultat |                       |                            |            |
| Rytter | Rytter                | Hold                       | Tid        |
| 1. | Vincenzo Albanese     | EF Education-EasyPost      | 3t 55' 57" |
| 2. | Fabio Christen        | Q36.5 Pro Cycling Team     | + 0"       |
| 3. | Lewis Askey           | Groupama-FDJ               | + 0"       |
| 4. | Quinn Simmons         | Lidl-Trek                  | + 0"       |
| 5. | Danny van Poppel      | Red Bull-Bora-Hansgrohe    | + 0"       |
| 6. | Paul Lapeira          | Decathlon-AG2R La Mondiale | + 0"       |
| 7. | Pello Bilbao          | Bahrain Victorious         | + 0"       |
| 8. | Nicolò Buratti        | Bahrain Victorious         | + 0"       |
| 9. | Gal Glivar            | Alpecin-Deceuninck         | + 0"       |
| 10. | Fabio Van den Bossche | Alpecin-Deceuninck         | + 0"       |

| \| Samlede stilling \| Samlede stilling \| Samlede stilling \| Samlede stilling \| Samlede stilling \| \| Rytter \| Rytter \| Hold \| Tid \| \| \| ---------------- \| ------------------- \| -------------------------- \| ---------------- \| ---------------- \| \| 1. \| Romain Grégoire \| Groupama-FDJ \| 6t 46' 01" \| \| \| 2. \| Kévin Vauquelin \| Arkéa-B&B Hotels \| + 25" \| \| \| 3. \| Bart Lemmen \| Team Visma \\| Lease a Bike \| + 27" \| \| \| 4. \| Julian Alaphilippe \| Tudor Pro Cycling Team \| + 27" \| \| \| 5. \| Ben O'Connor \| Team Jayco AlUla \| + 1' 18" \| \| \| 6. \| Felix Großschartner \| UAE Team Emirates XRG \| + 1' 18" \| \| \| 7. \| Lennard Kämna \| Lidl-Trek \| + 1' 18" \| \| \| 8. \| Pablo Castrillo \| Movistar Team \| + 1' 18" \| \| \| 9. \| Rainer Kepplinger \| Bahrain Victorious \| + 1' 18" \| \| \| 10. \| Ben Swift \| Ineos Grenadiers \| + 1' 33" \| \| |                     |                            |            |
| |                     |                            |            |
| Kilde: ProCyclingStats |                     |                            |            |
| Samlede stilling |                     |                            |            |
| Rytter | Rytter              | Hold                       | Tid        |
| 1. | Romain Grégoire     | Groupama-FDJ               | 6t 46' 01" |
| 2. | Kévin Vauquelin     | Arkéa-B&B Hotels           | + 25"      |
| 3. | Bart Lemmen         | Team Visma \| Lease a Bike | + 27"      |
| 4. | Julian Alaphilippe  | Tudor Pro Cycling Team     | + 27"      |
| 5. | Ben O'Connor        | Team Jayco AlUla           | + 1' 18"   |
| 6. | Felix Großschartner | UAE Team Emirates XRG      | + 1' 18"   |
| 7. | Lennard Kämna       | Lidl-Trek                  | + 1' 18"   |
| 8. | Pablo Castrillo     | Movistar Team              | + 1' 18"   |
| 9. | Rainer Kepplinger   | Bahrain Victorious         | + 1' 18"   |
| 10. | Ben Swift           | Ineos Grenadiers           | + 1' 33"   |

### 3. etape
| Aarau - Heiden | kuperet etape | (191 km) |

| \| Etaperesultat \| Etaperesultat \| Etaperesultat \| Etaperesultat \| Etaperesultat \| \| Rytter \| Rytter \| Hold \| Tid \| \| \| ------------- \| ------------------- \| -------------------------- \| ------------- \| ------------- \| \| 1. \| Quinn Simmons \| Lidl-Trek \| 4t 39' 42" \| \| \| 2. \| João Almeida \| UAE Team Emirates XRG \| + 18" \| \| \| 3. \| Oscar Onley \| Team Picnic-PostNL \| + 18" \| \| \| 4. \| Romain Grégoire \| Groupama-FDJ \| + 18" \| \| \| 5. \| Kévin Vauquelin \| Arkéa-B&B Hotels \| + 18" \| \| \| 6. \| Jan Christen \| UAE Team Emirates XRG \| + 18" \| \| \| 7. \| Fabio Christen \| Q36.5 Pro Cycling Team \| + 18" \| \| \| 8. \| Pello Bilbao \| Bahrain Victorious \| + 18" \| \| \| 9. \| Felix Gall \| Decathlon-AG2R La Mondiale \| + 18" \| \| \| 10. \| Clément Champoussin \| XDS Astana Team \| + 18" \| \| |                     |                            |            |
| |                     |                            |            |
| Kilde: ProCyclingStats |                     |                            |            |
| Etaperesultat |                     |                            |            |
| Rytter | Rytter              | Hold                       | Tid        |
| 1. | Quinn Simmons       | Lidl-Trek                  | 4t 39' 42" |
| 2. | João Almeida        | UAE Team Emirates XRG      | + 18"      |
| 3. | Oscar Onley         | Team Picnic-PostNL         | + 18"      |
| 4. | Romain Grégoire     | Groupama-FDJ               | + 18"      |
| 5. | Kévin Vauquelin     | Arkéa-B&B Hotels           | + 18"      |
| 6. | Jan Christen        | UAE Team Emirates XRG      | + 18"      |
| 7. | Fabio Christen      | Q36.5 Pro Cycling Team     | + 18"      |
| 8. | Pello Bilbao        | Bahrain Victorious         | + 18"      |
| 9. | Felix Gall          | Decathlon-AG2R La Mondiale | + 18"      |
| 10. | Clément Champoussin | XDS Astana Team            | + 18"      |

| \| Samlede stilling \| Samlede stilling \| Samlede stilling \| Samlede stilling \| Samlede stilling \| \| Rytter \| Rytter \| Hold \| Tid \| \| \| ---------------- \| ------------------- \| -------------------------- \| ---------------- \| ---------------- \| \| 1. \| Romain Grégoire \| Groupama-FDJ \| 11t 26' 01" \| \| \| 2. \| Kévin Vauquelin \| Arkéa-B&B Hotels \| + 25" \| \| \| 3. \| Bart Lemmen \| Team Visma \\| Lease a Bike \| + 27" \| \| \| 4. \| Julian Alaphilippe \| Tudor Pro Cycling Team \| + 27" \| \| \| 5. \| Ben O'Connor \| Team Jayco AlUla \| + 1' 18" \| \| \| 6. \| Felix Großschartner \| UAE Team Emirates XRG \| + 1' 18" \| \| \| 7. \| Lennard Kämna \| Lidl-Trek \| + 1' 18" \| \| \| 8. \| Pablo Castrillo \| Movistar Team \| + 1' 18" \| \| \| 9. \| Will Barta \| Movistar Team \| + 1' 37" \| \| \| 10. \| Lorenzo Fortunato \| XDS Astana Team \| + 1' 37" \| \| |                     |                            |             |
| |                     |                            |             |
| Kilde: ProCyclingStats |                     |                            |             |
| Samlede stilling |                     |                            |             |
| Rytter | Rytter              | Hold                       | Tid         |
| 1. | Romain Grégoire     | Groupama-FDJ               | 11t 26' 01" |
| 2. | Kévin Vauquelin     | Arkéa-B&B Hotels           | + 25"       |
| 3. | Bart Lemmen         | Team Visma \| Lease a Bike | + 27"       |
| 4. | Julian Alaphilippe  | Tudor Pro Cycling Team     | + 27"       |
| 5. | Ben O'Connor        | Team Jayco AlUla           | + 1' 18"    |
| 6. | Felix Großschartner | UAE Team Emirates XRG      | + 1' 18"    |
| 7. | Lennard Kämna       | Lidl-Trek                  | + 1' 18"    |
| 8. | Pablo Castrillo     | Movistar Team              | + 1' 18"    |
| 9. | Will Barta          | Movistar Team              | + 1' 37"    |
| 10. | Lorenzo Fortunato   | XDS Astana Team            | + 1' 37"    |

### 4. etape
| Aarau - Heiden | kuperet etape | (191 km) |

| \| Etaperesultat \| Etaperesultat \| Etaperesultat \| Etaperesultat \| Etaperesultat \| \| Rytter \| Rytter \| Hold \| Tid \| \| \| ------------- \| ------------------- \| -------------------------- \| ------------- \| ------------- \| \| 1. \| Quinn Simmons \| Lidl-Trek \| 4t 39' 42" \| \| \| 2. \| João Almeida \| UAE Team Emirates XRG \| + 18" \| \| \| 3. \| Oscar Onley \| Team Picnic-PostNL \| + 18" \| \| \| 4. \| Romain Grégoire \| Groupama-FDJ \| + 18" \| \| \| 5. \| Kévin Vauquelin \| Arkéa-B&B Hotels \| + 18" \| \| \| 6. \| Jan Christen \| UAE Team Emirates XRG \| + 18" \| \| \| 7. \| Fabio Christen \| Q36.5 Pro Cycling Team \| + 18" \| \| \| 8. \| Pello Bilbao \| Bahrain Victorious \| + 18" \| \| \| 9. \| Felix Gall \| Decathlon-AG2R La Mondiale \| + 18" \| \| \| 10. \| Clément Champoussin \| XDS Astana Team \| + 18" \| \| |                     |                            |            |
| |                     |                            |            |
| Kilde: ProCyclingStats |                     |                            |            |
| Etaperesultat |                     |                            |            |
| Rytter | Rytter              | Hold                       | Tid        |
| 1. | Quinn Simmons       | Lidl-Trek                  | 4t 39' 42" |
| 2. | João Almeida        | UAE Team Emirates XRG      | + 18"      |
| 3. | Oscar Onley         | Team Picnic-PostNL         | + 18"      |
| 4. | Romain Grégoire     | Groupama-FDJ               | + 18"      |
| 5. | Kévin Vauquelin     | Arkéa-B&B Hotels           | + 18"      |
| 6. | Jan Christen        | UAE Team Emirates XRG      | + 18"      |
| 7. | Fabio Christen      | Q36.5 Pro Cycling Team     | + 18"      |
| 8. | Pello Bilbao        | Bahrain Victorious         | + 18"      |
| 9. | Felix Gall          | Decathlon-AG2R La Mondiale | + 18"      |
| 10. | Clément Champoussin | XDS Astana Team            | + 18"      |

| \| Samlede stilling \| Samlede stilling \| Samlede stilling \| Samlede stilling \| Samlede stilling \| \| Rytter \| Rytter \| Hold \| Tid \| \| \| ---------------- \| ------------------- \| -------------------------- \| ---------------- \| ---------------- \| \| 1. \| Romain Grégoire \| Groupama-FDJ \| 11t 26' 01" \| \| \| 2. \| Kévin Vauquelin \| Arkéa-B&B Hotels \| + 25" \| \| \| 3. \| Bart Lemmen \| Team Visma \\| Lease a Bike \| + 27" \| \| \| 4. \| Julian Alaphilippe \| Tudor Pro Cycling Team \| + 27" \| \| \| 5. \| Ben O'Connor \| Team Jayco AlUla \| + 1' 18" \| \| \| 6. \| Felix Großschartner \| UAE Team Emirates XRG \| + 1' 18" \| \| \| 7. \| Lennard Kämna \| Lidl-Trek \| + 1' 18" \| \| \| 8. \| Pablo Castrillo \| Movistar Team \| + 1' 18" \| \| \| 9. \| Will Barta \| Movistar Team \| + 1' 37" \| \| \| 10. \| Lorenzo Fortunato \| XDS Astana Team \| + 1' 37" \| \| |                     |                            |             |
| |                     |                            |             |
| Kilde: ProCyclingStats |                     |                            |             |
| Samlede stilling |                     |                            |             |
| Rytter | Rytter              | Hold                       | Tid         |
| 1. | Romain Grégoire     | Groupama-FDJ               | 11t 26' 01" |
| 2. | Kévin Vauquelin     | Arkéa-B&B Hotels           | + 25"       |
| 3. | Bart Lemmen         | Team Visma \| Lease a Bike | + 27"       |
| 4. | Julian Alaphilippe  | Tudor Pro Cycling Team     | + 27"       |
| 5. | Ben O'Connor        | Team Jayco AlUla           | + 1' 18"    |
| 6. | Felix Großschartner | UAE Team Emirates XRG      | + 1' 18"    |
| 7. | Lennard Kämna       | Lidl-Trek                  | + 1' 18"    |
| 8. | Pablo Castrillo     | Movistar Team              | + 1' 18"    |
| 9. | Will Barta          | Movistar Team              | + 1' 37"    |
| 10. | Lorenzo Fortunato   | XDS Astana Team            | + 1' 37"    |

### 5. etape
| La Punt Chamues-ch - Santa Maria in Calanca | bjergetape | (183,7 km) |

| \| Etaperesultat \| Etaperesultat \| Etaperesultat \| Etaperesultat \| Etaperesultat \| \| Rytter \| Rytter \| Hold \| Tid \| \| \| ------------- \| ------------------- \| -------------------------- \| ------------- \| ------------- \| \| 1. \| Oscar Onley \| Team Picnic-PostNL \| 4t 33' 28" \| \| \| 2. \| João Almeida \| UAE Team Emirates XRG \| + 0" \| \| \| 3. \| Felix Gall \| Decathlon-AG2R La Mondiale \| + 23" \| \| \| 4. \| Kévin Vauquelin \| Arkéa-B&B Hotels \| + 57" \| \| \| 5. \| Matthew Riccitello \| Israel-Premier Tech \| + 1' 05" \| \| \| 6. \| Ilan Van Wilder \| Soudal Quick-Step \| + 1' 14" \| \| \| 7. \| Julian Alaphilippe \| Tudor Pro Cycling Team \| + 1' 22" \| \| \| 8. \| Lennard Kämna \| Lidl-Trek \| + 1' 46" \| \| \| 9. \| Felix Großschartner \| UAE Team Emirates XRG \| + 2' 25" \| \| \| 10. \| George Bennett \| Israel-Premier Tech \| + 2' 38" \| \| |                     |                            |            |
| |                     |                            |            |
| |                     |                            |            |
| Etaperesultat |                     |                            |            |
| Rytter | Rytter              | Hold                       | Tid        |
| 1. | Oscar Onley         | Team Picnic-PostNL         | 4t 33' 28" |
| 2. | João Almeida        | UAE Team Emirates XRG      | + 0"       |
| 3. | Felix Gall          | Decathlon-AG2R La Mondiale | + 23"      |
| 4. | Kévin Vauquelin     | Arkéa-B&B Hotels           | + 57"      |
| 5. | Matthew Riccitello  | Israel-Premier Tech        | + 1' 05"   |
| 6. | Ilan Van Wilder     | Soudal Quick-Step          | + 1' 14"   |
| 7. | Julian Alaphilippe  | Tudor Pro Cycling Team     | + 1' 22"   |
| 8. | Lennard Kämna       | Lidl-Trek                  | + 1' 46"   |
| 9. | Felix Großschartner | UAE Team Emirates XRG      | + 2' 25"   |
| 10. | George Bennett      | Israel-Premier Tech        | + 2' 38"   |

| \| Samlede stilling \| Samlede stilling \| Samlede stilling \| Samlede stilling \| Samlede stilling \| \| Rytter \| Rytter \| Hold \| Tid \| \| \| ---------------- \| ------------------ \| -------------------------- \| ---------------- \| ---------------- \| \| 1. \| Kévin Vauquelin \| Arkéa-B&B Hotels \| 20t 12' 10" \| \| \| 2. \| Julian Alaphilippe \| Tudor Pro Cycling Team \| + 29" \| \| \| 3. \| João Almeida \| UAE Team Emirates XRG \| + 39" \| \| \| 4. \| Oscar Onley \| Team Picnic-PostNL \| + 1' 21" \| \| \| 5. \| Lennard Kämna \| Lidl-Trek \| + 1' 44" \| \| \| 6. \| Ben O'Connor \| Team Jayco AlUla \| + 2' 16" \| \| \| 7. \| Felix Gall \| Decathlon-AG2R La Mondiale \| + 2' 20" \| \| \| 8. \| Pablo Castrillo \| Movistar Team \| + 2' 40" \| \| \| 9. \| Matthew Riccitello \| Israel-Premier Tech \| + 3' 08" \| \| \| 10. \| Ilan Van Wilder \| Soudal Quick-Step \| + 3' 17" \| \| |                    |                            |             |
| |                    |                            |             |
| |                    |                            |             |
| Samlede stilling |                    |                            |             |
| Rytter | Rytter             | Hold                       | Tid         |
| 1. | Kévin Vauquelin    | Arkéa-B&B Hotels           | 20t 12' 10" |
| 2. | Julian Alaphilippe | Tudor Pro Cycling Team     | + 29"       |
| 3. | João Almeida       | UAE Team Emirates XRG      | + 39"       |
| 4. | Oscar Onley        | Team Picnic-PostNL         | + 1' 21"    |
| 5. | Lennard Kämna      | Lidl-Trek                  | + 1' 44"    |
| 6. | Ben O'Connor       | Team Jayco AlUla           | + 2' 16"    |
| 7. | Felix Gall         | Decathlon-AG2R La Mondiale | + 2' 20"    |
| 8. | Pablo Castrillo    | Movistar Team              | + 2' 40"    |
| 9. | Matthew Riccitello | Israel-Premier Tech        | + 3' 08"    |
| 10. | Ilan Van Wilder    | Soudal Quick-Step          | + 3' 17"    |

### 6. etape
| Chur - Neuhausen am Rheinfall | kuperet etape | (188,7 km) |

| \| Etaperesultat \| Etaperesultat \| Etaperesultat \| Etaperesultat \| Etaperesultat \| \| Rytter \| Rytter \| Hold \| Tid \| \| \| ------------- \| ---------------- \| -------------------------- \| ------------- \| ------------- \| \| 1. \| Jordi Meeus \| Red Bull-Bora-Hansgrohe \| 4t 10' 24" \| \| \| 2. \| Davide Ballerini \| XDS Astana Team \| + 0" \| \| \| 3. \| Lewis Askey \| Groupama-FDJ \| + 0" \| \| \| 4. \| Madis Mihkels \| EF Education-EasyPost \| + 0" \| \| \| 5. \| Nicolò Buratti \| Bahrain Victorious \| + 0" \| \| \| 6. \| Danny van Poppel \| Red Bull-Bora-Hansgrohe \| + 0" \| \| \| 7. \| Pavel Bittner \| Team Picnic-PostNL \| + 0" \| \| \| 8. \| Paul Lapeira \| Decathlon-AG2R La Mondiale \| + 0" \| \| \| 9. \| Marius Mayrhofer \| Tudor Pro Cycling Team \| + 0" \| \| \| 10. \| Stefano Oldani \| Cofidis \| + 0" \| \| |                  |                            |            |
| |                  |                            |            |
| |                  |                            |            |
| Etaperesultat |                  |                            |            |
| Rytter | Rytter           | Hold                       | Tid        |
| 1. | Jordi Meeus      | Red Bull-Bora-Hansgrohe    | 4t 10' 24" |
| 2. | Davide Ballerini | XDS Astana Team            | + 0"       |
| 3. | Lewis Askey      | Groupama-FDJ               | + 0"       |
| 4. | Madis Mihkels    | EF Education-EasyPost      | + 0"       |
| 5. | Nicolò Buratti   | Bahrain Victorious         | + 0"       |
| 6. | Danny van Poppel | Red Bull-Bora-Hansgrohe    | + 0"       |
| 7. | Pavel Bittner    | Team Picnic-PostNL         | + 0"       |
| 8. | Paul Lapeira     | Decathlon-AG2R La Mondiale | + 0"       |
| 9. | Marius Mayrhofer | Tudor Pro Cycling Team     | + 0"       |
| 10. | Stefano Oldani   | Cofidis                    | + 0"       |

| \| Samlede stilling \| Samlede stilling \| Samlede stilling \| Samlede stilling \| Samlede stilling \| \| Rytter \| Rytter \| Hold \| Tid \| \| \| ---------------- \| ------------------ \| -------------------------- \| ---------------- \| ---------------- \| \| 1. \| Kévin Vauquelin \| Arkéa-B&B Hotels \| 24t 22' 34" \| \| \| 2. \| Julian Alaphilippe \| Tudor Pro Cycling Team \| + 29" \| \| \| 3. \| João Almeida \| UAE Team Emirates XRG \| + 39" \| \| \| 4. \| Oscar Onley \| Team Picnic-PostNL \| + 1' 21" \| \| \| 5. \| Lennard Kämna \| Lidl-Trek \| + 1' 44" \| \| \| 6. \| Ben O'Connor \| Team Jayco AlUla \| + 2' 16" \| \| \| 7. \| Felix Gall \| Decathlon-AG2R La Mondiale \| + 2' 20" \| \| \| 8. \| Pablo Castrillo \| Movistar Team \| + 2' 40" \| \| \| 9. \| Matthew Riccitello \| Israel-Premier Tech \| + 3' 08" \| \| \| 10. \| Ilan Van Wilder \| Soudal Quick-Step \| + 3' 17" \| \| |                    |                            |             |
| |                    |                            |             |
| |                    |                            |             |
| Samlede stilling |                    |                            |             |
| Rytter | Rytter             | Hold                       | Tid         |
| 1. | Kévin Vauquelin    | Arkéa-B&B Hotels           | 24t 22' 34" |
| 2. | Julian Alaphilippe | Tudor Pro Cycling Team     | + 29"       |
| 3. | João Almeida       | UAE Team Emirates XRG      | + 39"       |
| 4. | Oscar Onley        | Team Picnic-PostNL         | + 1' 21"    |
| 5. | Lennard Kämna      | Lidl-Trek                  | + 1' 44"    |
| 6. | Ben O'Connor       | Team Jayco AlUla           | + 2' 16"    |
| 7. | Felix Gall         | Decathlon-AG2R La Mondiale | + 2' 20"    |
| 8. | Pablo Castrillo    | Movistar Team              | + 2' 40"    |
| 9. | Matthew Riccitello | Israel-Premier Tech        | + 3' 08"    |
| 10. | Ilan Van Wilder    | Soudal Quick-Step          | + 3' 17"    |

### 7. etape
| Neuhausen am Rheinfall - Emmetten | kuperet etape | (211,8 km) |

| \| Etaperesultat \| Etaperesultat \| Etaperesultat \| Etaperesultat \| Etaperesultat \| \| Rytter \| Rytter \| Hold \| Tid \| \| \| ------------- \| ------------------- \| -------------------------- \| ------------- \| ------------- \| \| 1. \| João Almeida \| UAE Team Emirates XRG \| 4t 38' 25" \| \| \| 2. \| Oscar Onley \| Team Picnic-PostNL \| + 0" \| \| \| 3. \| Kévin Vauquelin \| Arkéa-B&B Hotels \| + 0" \| \| \| 4. \| Felix Gall \| Decathlon-AG2R La Mondiale \| + 4" \| \| \| 5. \| Julian Alaphilippe \| Tudor Pro Cycling Team \| + 8" \| \| \| 6. \| Felix Großschartner \| UAE Team Emirates XRG \| + 1' 07" \| \| \| 7. \| Joseph Blackmore \| Israel-Premier Tech \| + 1' 09" \| \| \| 8. \| Ilan Van Wilder \| Soudal Quick-Step \| + 1' 09" \| \| \| 9. \| Clément Champoussin \| XDS Astana Team \| + 1' 09" \| \| \| 10. \| Lennard Kämna \| Lidl-Trek \| + 1' 11" \| \| |                     |                            |            |
| |                     |                            |            |
| |                     |                            |            |
| Etaperesultat |                     |                            |            |
| Rytter | Rytter              | Hold                       | Tid        |
| 1. | João Almeida        | UAE Team Emirates XRG      | 4t 38' 25" |
| 2. | Oscar Onley         | Team Picnic-PostNL         | + 0"       |
| 3. | Kévin Vauquelin     | Arkéa-B&B Hotels           | + 0"       |
| 4. | Felix Gall          | Decathlon-AG2R La Mondiale | + 4"       |
| 5. | Julian Alaphilippe  | Tudor Pro Cycling Team     | + 8"       |
| 6. | Felix Großschartner | UAE Team Emirates XRG      | + 1' 07"   |
| 7. | Joseph Blackmore    | Israel-Premier Tech        | + 1' 09"   |
| 8. | Ilan Van Wilder     | Soudal Quick-Step          | + 1' 09"   |
| 9. | Clément Champoussin | XDS Astana Team            | + 1' 09"   |
| 10. | Lennard Kämna       | Lidl-Trek                  | + 1' 11"   |

| \| Samlede stilling \| Samlede stilling \| Samlede stilling \| Samlede stilling \| Samlede stilling \| \| Rytter \| Rytter \| Hold \| Tid \| \| \| ---------------- \| ------------------- \| -------------------------- \| ---------------- \| ---------------- \| \| 1. \| Kévin Vauquelin \| Arkéa-B&B Hotels \| 29t 00' 55" \| \| \| 2. \| João Almeida \| UAE Team Emirates XRG \| + 33" \| \| \| 3. \| Julian Alaphilippe \| Tudor Pro Cycling Team \| + 41" \| \| \| 4. \| Oscar Onley \| Team Picnic-PostNL \| + 1' 19" \| \| \| 5. \| Felix Gall \| Decathlon-AG2R La Mondiale \| + 2' 28" \| \| \| 6. \| Lennard Kämna \| Lidl-Trek \| + 2' 59" \| \| \| 7. \| Ben O'Connor \| Team Jayco AlUla \| + 3' 34" \| \| \| 8. \| Pablo Castrillo \| Movistar Team \| + 4' 27" \| \| \| 9. \| Ilan Van Wilder \| Soudal Quick-Step \| + 4' 30" \| \| \| 10. \| Clément Champoussin \| XDS Astana Team \| + 6' 07" \| \| |                     |                            |             |
| |                     |                            |             |
| |                     |                            |             |
| Samlede stilling |                     |                            |             |
| Rytter | Rytter              | Hold                       | Tid         |
| 1. | Kévin Vauquelin     | Arkéa-B&B Hotels           | 29t 00' 55" |
| 2. | João Almeida        | UAE Team Emirates XRG      | + 33"       |
| 3. | Julian Alaphilippe  | Tudor Pro Cycling Team     | + 41"       |
| 4. | Oscar Onley         | Team Picnic-PostNL         | + 1' 19"    |
| 5. | Felix Gall          | Decathlon-AG2R La Mondiale | + 2' 28"    |
| 6. | Lennard Kämna       | Lidl-Trek                  | + 2' 59"    |
| 7. | Ben O'Connor        | Team Jayco AlUla           | + 3' 34"    |
| 8. | Pablo Castrillo     | Movistar Team              | + 4' 27"    |
| 9. | Ilan Van Wilder     | Soudal Quick-Step          | + 4' 30"    |
| 10. | Clément Champoussin | XDS Astana Team            | + 6' 07"    |

### 8. etape
| Beckenried - Emmetten-Stockhütte | bjergenkeltstart | (10,1 km) |

| \| Etaperesultat \| Etaperesultat \| Etaperesultat \| Etaperesultat \| Etaperesultat \| \| Rytter \| Rytter \| Hold \| Tid \| \| \| ------------- \| ---------------- \| -------------------------- \| ------------- \| ------------- \| \| 1. \| João Almeida \| UAE Team Emirates XRG \| 27' 33" \| \| \| 2. \| Felix Gall \| Decathlon-AG2R La Mondiale \| + 24" \| \| \| 3. \| Oscar Onley \| Team Picnic-PostNL \| + 1' 11" \| \| \| 4. \| Kévin Vauquelin \| Arkéa-B&B Hotels \| + 1' 40" \| \| \| 5. \| Harry Sweeny \| EF Education-EasyPost \| + 1' 54" \| \| \| 6. \| Aleksandr Vlasov \| Red Bull-Bora-Hansgrohe \| + 2' 03" \| \| \| 7. \| Ben O'Connor \| Team Jayco AlUla \| + 2' 06" \| \| \| 8. \| Will Barta \| Movistar Team \| + 2' 12" \| \| \| 9. \| Finlay Pickering \| Bahrain Victorious \| + 2' 14" \| \| \| 10. \| Ilan Van Wilder \| Soudal Quick-Step \| + 2' 19" \| \| |                  |                            |          |
| |                  |                            |          |
| |                  |                            |          |
| Etaperesultat |                  |                            |          |
| Rytter | Rytter           | Hold                       | Tid      |
| 1. | João Almeida     | UAE Team Emirates XRG      | 27' 33"  |
| 2. | Felix Gall       | Decathlon-AG2R La Mondiale | + 24"    |
| 3. | Oscar Onley      | Team Picnic-PostNL         | + 1' 11" |
| 4. | Kévin Vauquelin  | Arkéa-B&B Hotels           | + 1' 40" |
| 5. | Harry Sweeny     | EF Education-EasyPost      | + 1' 54" |
| 6. | Aleksandr Vlasov | Red Bull-Bora-Hansgrohe    | + 2' 03" |
| 7. | Ben O'Connor     | Team Jayco AlUla           | + 2' 06" |
| 8. | Will Barta       | Movistar Team              | + 2' 12" |
| 9. | Finlay Pickering | Bahrain Victorious         | + 2' 14" |
| 10. | Ilan Van Wilder  | Soudal Quick-Step          | + 2' 19" |

## Trøjernes fordeling gennem løbet
| Etape    |                  | Vinder _          | Samlede stilling | Pointtrøje      | Bjergtrøje       | Ungdomstrøje    | Mest angrebsivrige | Holdkonkurrence            |
| -------- | ---------------- | ----------------- | ---------------- | --------------- | ---------------- | --------------- | ------------------ | -------------------------- |
| 1. etape | flad etape       | Romain Grégoire   | Romain Grégoire  | Romain Grégoire | Felix Engelhardt | Romain Grégoire | Julian Alaphilippe | Team Visma \| Lease a Bike |
| 2. etape | kuperet etape    | Vincenzo Albanese | Romain Grégoire  | Romain Grégoire | Felix Engelhardt | Romain Grégoire | Mauro Schmid       | Team Visma \| Lease a Bike |
| 3. etape | kuperet etape    | Quinn Simmons     | Romain Grégoire  | Romain Grégoire | Felix Engelhardt | Romain Grégoire | Quinn Simmons      | Movistar Team              |
| 4. etape | bjergetape       | João Almeida      | Romain Grégoire  | João Almeida    | Felix Engelhardt | Romain Grégoire | Quinn Simmons      | Israel-Premier Tech        |
| 5. etape | bjergetape       | Oscar Onley       | Kévin Vauquelin  | João Almeida    | Aleksandr Vlasov | Kévin Vauquelin | Pello Bilbao       | Israel-Premier Tech        |
| 6. etape | kuperet etape    | Jordi Meeus       | Kévin Vauquelin  | João Almeida    | Aleksandr Vlasov | Kévin Vauquelin | Stefan Küng        | Israel-Premier Tech        |
| 7. etape | kuperet etape    | João Almeida      | Kévin Vauquelin  | João Almeida    | Aleksandr Vlasov | Kévin Vauquelin | Quinn Simmons      | Israel-Premier Tech        |
| 8. etape | bjergenkeltstart | João Almeida      | João Almeida     | João Almeida    | Aleksandr Vlasov | Kévin Vauquelin | ikke uddelt        | Israel-Premier Tech        |
| Samlet   | Samlet           |                   | João Almeida     | João Almeida    | Aleksandr Vlasov | Kévin Vauquelin | Quinn Simmons      | Israel-Premier Tech        |

## Resultater

### Samlede stilling
| \| Samlede stilling \| Samlede stilling \| Samlede stilling \| Samlede stilling \| Samlede stilling \| \| Rytter \| Rytter \| Hold \| Tid \| \| \| ---------------- \| ------------------- \| -------------------------- \| ---------------- \| ---------------- \| \| 1. \| João Almeida \| UAE Team Emirates XRG \| 29t 29' 01" \| \| \| 2. \| Kévin Vauquelin \| Arkéa-B&B Hotels \| + 1' 07" \| \| \| 3. \| Oscar Onley \| Team Picnic-PostNL \| + 1' 58" \| \| \| 4. \| Felix Gall \| Decathlon-AG2R La Mondiale \| + 2' 20" \| \| \| 5. \| Julian Alaphilippe \| Tudor Pro Cycling Team \| + 3' 57" \| \| \| 6. \| Lennard Kämna \| Lidl-Trek \| + 4' 54" \| \| \| 7. \| Ben O'Connor \| Team Jayco AlUla \| + 5' 08" \| \| \| 8. \| Ilan Van Wilder \| Soudal Quick-Step \| + 6' 16" \| \| \| 9. \| Pablo Castrillo \| Movistar Team \| + 6' 41" \| \| \| 10. \| Clément Champoussin \| XDS Astana Team \| + 8' 30" \| \| |                     |                            |             |
| |                     |                            |             |
| Kilde: ProCyclingStats |                     |                            |             |
| Samlede stilling |                     |                            |             |
| Rytter | Rytter              | Hold                       | Tid         |
| 1. | João Almeida        | UAE Team Emirates XRG      | 29t 29' 01" |
| 2. | Kévin Vauquelin     | Arkéa-B&B Hotels           | + 1' 07"    |
| 3. | Oscar Onley         | Team Picnic-PostNL         | + 1' 58"    |
| 4. | Felix Gall          | Decathlon-AG2R La Mondiale | + 2' 20"    |
| 5. | Julian Alaphilippe  | Tudor Pro Cycling Team     | + 3' 57"    |
| 6. | Lennard Kämna       | Lidl-Trek                  | + 4' 54"    |
| 7. | Ben O'Connor        | Team Jayco AlUla           | + 5' 08"    |
| 8. | Ilan Van Wilder     | Soudal Quick-Step          | + 6' 16"    |
| 9. | Pablo Castrillo     | Movistar Team              | + 6' 41"    |
| 10. | Clément Champoussin | XDS Astana Team            | + 8' 30"    |

### Pointkonkurrencen
| Pointkonkurrence | Pointkonkurrence  | Pointkonkurrence           | Pointkonkurrence | Pointkonkurrence |
| Rytter           | Rytter            | Hold                       | Point            |                  |
| ---------------- | ----------------- | -------------------------- | ---------------- | ---------------- |
| 1.               | João Almeida      | UAE Team Emirates XRG      | 58 point         |                  |
| 2.               | Oscar Onley       | Team Picnic-PostNL         | 44 point         |                  |
| 3.               | Kévin Vauquelin   | Arkéa-B&B Hotels           | 28 point         |                  |
| 4.               | Romain Grégoire   | Groupama-FDJ               | 22 point         |                  |
| 5.               | Felix Gall        | Decathlon-AG2R La Mondiale | 18 point         |                  |
| 6.               | Quinn Simmons     | Lidl-Trek                  | 16 point         |                  |
| 7.               | Vincenzo Albanese | EF Education-EasyPost      | 12 point         |                  |
| 8.               | Lewis Askey       | Groupama-FDJ               | 12 point         |                  |
| 9.               | Aleksandr Vlasov  | Red Bull-Bora-Hansgrohe    | 10 point         |                  |
| 10.              | Ben O'Connor      | Team Jayco AlUla           | 8 point          |                  |

### Bjergkonkurrencen
| Bjergkonkurrence | Bjergkonkurrence | Bjergkonkurrence           | Bjergkonkurrence | Bjergkonkurrence |
| Rytter           | Rytter           | Hold                       | Point            |                  |
| ---------------- | ---------------- | -------------------------- | ---------------- | ---------------- |
| 1.               | Aleksandr Vlasov | Red Bull-Bora-Hansgrohe    | 45 point         |                  |
| 2.               | João Almeida     | UAE Team Emirates XRG      | 29 point         |                  |
| 3.               | Mauro Schmid     | Team Jayco AlUla           | 24 point         |                  |
| 4.               | Oscar Onley      | Team Picnic-PostNL         | 23 point         |                  |
| 5.               | Pello Bilbao     | Bahrain Victorious         | 23 point         |                  |
| 6.               | Kévin Vauquelin  | Arkéa-B&B Hotels           | 17 point         |                  |
| 7.               | Felix Engelhardt | Team Jayco AlUla           | 15 point         |                  |
| 8.               | Quinn Simmons    | Lidl-Trek                  | 13 point         |                  |
| 9.               | Felix Gall       | Decathlon-AG2R La Mondiale | 13 point         |                  |
| 10.              | Neilson Powless  | EF Education-EasyPost      | 12 point         |                  |

### Ungdomskonkurrencen
| Ungdomskonkurrence | Ungdomskonkurrence | Ungdomskonkurrence         | Ungdomskonkurrence | Ungdomskonkurrence |
| Rytter             | Rytter             | Hold                       | Tid                |                    |
| ------------------ | ------------------ | -------------------------- | ------------------ | ------------------ |
| 1.                 | Kévin Vauquelin    | Arkéa-B&B Hotels           | 29t 30' 08"        |                    |
| 2.                 | Oscar Onley        | Team Picnic-PostNL         | + 51"              |                    |
| 3.                 | Ilan Van Wilder    | Soudal Quick-Step          | + 5' 09"           |                    |
| 4.                 | Pablo Castrillo    | Movistar Team              | + 5' 34"           |                    |
| 5.                 | Finlay Pickering   | Bahrain Victorious         | + 11' 51"          |                    |
| 6.                 | Romain Grégoire    | Groupama-FDJ               | + 15' 34"          |                    |
| 7.                 | Joseph Blackmore   | Israel-Premier Tech        | + 18' 53"          |                    |
| 8.                 | Ewen Costiou       | Arkéa-B&B Hotels           | + 29' 25"          |                    |
| 9.                 | Tijmen Graat       | Team Visma \| Lease a Bike | + 33' 45"          |                    |
| 10.                | Sam Maisonobe      | Cofidis                    | + 39' 13"          |                    |

### Holdkonkurrencen
| Holdkonkurrence | Holdkonkurrence       | Holdkonkurrence | Holdkonkurrence |
| Hold            | Hold                  | Tid             |                 |
| --------------- | --------------------- | --------------- | --------------- |
| 1.              | Israel-Premier Tech   | 89t 05' 10"     |                 |
| 2.              | UAE Team Emirates XRG | + 11' 41"       |                 |
| 3.              | Lidl-Trek             | + 20' 03"       |                 |
| 4.              | Movistar Team         | + 27' 27"       |                 |
| 5.              | Team Picnic-PostNL    | + 27' 52"       |                 |

## Hold og ryttere
| UCI WorldTeams (18)- EF Education-EasyPost - Alpecin-Deceuninck - Arkéa-B&B Hotels - XDS Astana Team - Bahrain-Victorious - Cofidis - Decathlon AG2R La Mondiale Team - Groupama-FDJ - Ineos Grenadiers - Intermarché-Wanty - Lidl-Trek - Movistar Team - Red Bull-BORA-hansgrohe - Soudal Quick-Step - Team Picnic-PostNL - Team Jayco AlUla - Team Visma \| Lease a Bike - UAE Team Emirates XRG UCI ProTeams (4)- Lotto - Israel-Premier Tech - Tudor Pro Cycling Team - Q36.5 Pro Cycling Team |
| |

### Danske ryttere
| Danske ryttere på startlisten |                 |                       |           |
| Rygnummer                     | Rytter          | Hold                  | Placering |
| 2                             | Mikkel Bjerg    | UAE Team Emirates XRG | OTL–8     |
| 6                             | Julius Johansen | UAE Team Emirates XRG | 100       |
| 93                            | Alexander Kamp  | Intermarché-Wanty     | 109       |
| 172                           | Anthon Charmig  | XDS Astana Team       | 55        |
| 197                           | Jonas Gregaard  | Lotto                 | 107       |

* DNF = gennemførte ikke

### Startliste
| UAE Team Emirates XRG UAD         | UAE Team Emirates XRG UAD               | UAE Team Emirates XRG UAD |
| --------------------------------- | --------------------------------------- | ------------------------- |
| Nr.                               | Rytter                                  | Placering                 |
| 1                                 | Jan Christen (SUI)                      | DNF-6                     |
| 2                                 | Mikkel Norsgaard Bjerg (DEN)            | HD-8                      |
| 3                                 | João Almeida (POR)                      | 1.                        |
| 4                                 | Felix Großschartner (AUT) (enkeltstart) | 11.                       |
| 5                                 | Vegard Stake Laengen (NOR)              | 85.                       |
| 6                                 | Julius Johansen (DEN)                   | 100.                      |
| 7                                 | António Morgado (POR)                   | 64.                       |
| Sportsdirektør: Simone Pedrazzini |                                         |                           |

| Alpecin-Deceuninck ADC          | Alpecin-Deceuninck ADC      | Alpecin-Deceuninck ADC |
| ------------------------------- | --------------------------- | ---------------------- |
| Nr.                             | Rytter                      | Placering              |
| 11                              | Silvan Dillier (SUI)        | 111.                   |
| 12                              | Ramses Debruyne (BEL)       | 34.                    |
| 13                              | Gal Glivar (SLO)            | 70.                    |
| 14                              | Jimmy Janssens (BEL)        | 115.                   |
| 15                              | Henri Uhlig (GER)           | 117.                   |
| 16                              | Emiel Verstrynge (BEL)      | 32.                    |
| 17                              | Fabio Van den Bossche (BEL) | HD-8                   |
| Sportsdirektør: Jens Keukeleire |                             |                        |

| Arkéa-B&B Hotels ARK           | Arkéa-B&B Hotels ARK   | Arkéa-B&B Hotels ARK |
| ------------------------------ | ---------------------- | -------------------- |
| Nr.                            | Rytter                 | Placering            |
| 21                             | Ewen Costiou (FRA)     | 23.                  |
| 22                             | Élie Gesbert (FRA)     | DNF-1                |
| 23                             | Laurens Huys (BEL)     | DNF-3                |
| 24                             | Mathis Le Berre (FRA)  | 80.                  |
| 25                             | Martin Tjøtta (NOR)    | 94.                  |
| 26                             | Kévin Vauquelin (FRA)  | 2.                   |
| 27                             | Alessandro Verre (ITA) | DNF-6                |
| Sportsdirektør: Mickael Leveau |                        |                      |

| Cofidis COF                       | Cofidis COF            | Cofidis COF |
| --------------------------------- | ---------------------- | ----------- |
| Nr.                               | Rytter                 | Placering   |
| 31                                | Jon Izagirre (ESP)     | 52.         |
| 32                                | Nolann Mahoudo (FRA)   | DNF-6       |
| 33                                | Sam Maisonobe (FRA)    | 27.         |
| 34                                | Sylvain Moniquet (BEL) | 96.         |
| 35                                | Stefano Oldani (ITA)   | 60.         |
| 36                                | Jan Maas (NED)         | 73.         |
| 37                                | Sergio Samitier (ESP)  | 54.         |
| Sportsdirektør: Yvonnick Bolgiani |                        |             |

| Bahrain Victorious TBV       | Bahrain Victorious TBV   | Bahrain Victorious TBV |
| ---------------------------- | ------------------------ | ---------------------- |
| Nr.                          | Rytter                   | Placering              |
| 41                           | Matej Mohorič (SLO)      | 63.                    |
| 42                           | Pello Bilbao (ESP)       | 57.                    |
| 43                           | Rainer Kepplinger (AUT)  | 47.                    |
| 44                           | Nicolò Buratti (ITA)     | 82.                    |
| 45                           | Finlay Pickering (GBR)   | 13.                    |
| 46                           | Mathijs Paasschens (NED) | 68.                    |
| 47                           | Max van der Meulen (NED) | DNS-2                  |
| Sportsdirektør: Michał Gołaś |                          |                        |

| Decathlon-AG2R La Mondiale DAT | Decathlon-AG2R La Mondiale DAT | Decathlon-AG2R La Mondiale DAT |
| ------------------------------ | ------------------------------ | ------------------------------ |
| Nr.                            | Rytter                         | Placering                      |
| 51                             | Felix Gall (AUT)               | 4.                             |
| 52                             | Léo Bisiaux (FRA)              | 35.                            |
| 53                             | Stefan Bissegger (SUI)         | 104.                           |
| 54                             | Benoît Cosnefroy (FRA)         | DNF-1                          |
| 55                             | Callum Scotson (AUS)           | 28.                            |
| 56                             | Paul Lapeira (FRA) (landevej)  | 74.                            |
| 57                             | Nans Peters (FRA)              | 77.                            |
| Sportsdirektør: Julien Jurdie  |                                |                                |

| EF Education-EasyPost EFE          | EF Education-EasyPost EFE  | EF Education-EasyPost EFE |
| ---------------------------------- | -------------------------- | ------------------------- |
| Nr.                                | Rytter                     | Placering                 |
| 61                                 | Rui Costa (POR) (landevej) | 81.                       |
| 62                                 | Vincenzo Albanese (ITA)    | 103.                      |
| 63                                 | Samuele Battistella (ITA)  | 89.                       |
| 64                                 | Madis Mihkels (EST)        | 105.                      |
| 65                                 | Neilson Powless (USA)      | 38.                       |
| 66                                 | Harry Sweeny (AUS)         | 76.                       |
| 67                                 | Max Walker (GBR)           | 114.                      |
| Sportsdirektør: Tejay van Garderen |                            |                           |

| Groupama-FDJ GFC | Groupama-FDJ GFC                | Groupama-FDJ GFC |
| ---------------- | ------------------------------- | ---------------- |
| Nr.              | Rytter                          | Placering        |
| 71               | Stefan Küng (SUI) (enkeltstart) | 58.              |
| 72               | Lewis Askey (GBR)               | 90.              |
| 73               | Romain Grégoire (FRA)           | 17.              |
| 74               | Johan Jacobs (SUI)              | DNF-1            |
| 75               | Olivier Le Gac (FRA)            | 120.             |
| 76               | Eddy Le Huitouze (FRA)          | 110.             |
| 77               | Valentin Madouas (FRA)          | 26.              |

| Ineos Grenadiers IGD            | Ineos Grenadiers IGD     | Ineos Grenadiers IGD |
| ------------------------------- | ------------------------ | -------------------- |
| Nr.                             | Rytter                   | Placering            |
| 81                              | Geraint Thomas (GBR)     | DNS-4                |
| 82                              | Laurens De Plus (BEL)    | DNF-4                |
| 83                              | Lucas Hamilton (AUS)     | 75.                  |
| 84                              | Bob Jungels (LUX)        | 37.                  |
| 85                              | Ben Swift (GBR)          | 46.                  |
| 86                              | Andrew August (USA)      | 49.                  |
| 87                              | Victor Langellotti (MON) | 44.                  |
| Sportsdirektør: Christian Knees |                          |                      |

| Intermarché-Wanty IWA          | Intermarché-Wanty IWA           | Intermarché-Wanty IWA |
| ------------------------------ | ------------------------------- | --------------------- |
| Nr.                            | Rytter                          | Placering             |
| 91                             | Georg Zimmermann (GER)          | 15.                   |
| 92                             | Kevin Colleoni (ITA)            | DNF-5                 |
| 93                             | Alexander Kamp (DEN)            | 109.                  |
| 94                             | Gerben Kuypers (BEL)            | 84.                   |
| 95                             | Simone Petilli (ITA)            | 62.                   |
| 96                             | Jonas Rutsch (GER)              | 66.                   |
| 97                             | Roel van Sintmaartensdijk (NED) | DNF-6                 |
| Sportsdirektør: Steven De Neef |                                 |                       |

| Lidl-Trek LTK                 | Lidl-Trek LTK                  | Lidl-Trek LTK |
| ----------------------------- | ------------------------------ | ------------- |
| Nr.                           | Rytter                         | Placering     |
| 101                           | Tao Geoghegan Hart (GBR)       | 25.           |
| 102                           | Andrea Bagioli (ITA)           | DNS-7         |
| 103                           | Juan Pedro López (ESP)         | 36.           |
| 104                           | Otto Vergaerde (BEL)           | 56.           |
| 105                           | Lennard Kämna (GER)            | 6.            |
| 106                           | Sam Oomen (NED)                | 51.           |
| 107                           | Quinn Simmons (USA) (landevej) | 30.           |
| Sportsdirektør: Michael Schär |                                |               |

| Movistar Team MOV            | Movistar Team MOV     | Movistar Team MOV |
| ---------------------------- | --------------------- | ----------------- |
| Nr.                          | Rytter                | Placering         |
| 111                          | Nairo Quintana (COL)  | 50.               |
| 112                          | Pablo Castrillo (ESP) | 9.                |
| 113                          | Will Barta (USA)      | 12.               |
| 114                          | Albert Torres (ESP)   | DNF-7             |
| 115                          | Nelson Oliveira (POR) | 78.               |
| 116                          | Javier Romo (ESP)     | 39.               |
| 117                          | Pelayo Sánchez (ESP)  | DNF-4             |
| Sportsdirektør: Max Sciandri |                       |                   |

| Red Bull-Bora-Hansgrohe RBH       | Red Bull-Bora-Hansgrohe RBH | Red Bull-Bora-Hansgrohe RBH |
| --------------------------------- | --------------------------- | --------------------------- |
| Nr.                               | Rytter                      | Placering                   |
| 121                               | Aleksandr Vlasov            | 21.                         |
| 122                               | Roger Adrià (ESP)           | DNF-7                       |
| 123                               | Anton Palzer (GER)          | DNS-2                       |
| 124                               | Jonas Koch (GER)            | 99.                         |
| 125                               | Jordi Meeus (BEL)           | DNF-7                       |
| 126                               | Matteo Sobrero (ITA)        | 29.                         |
| 127                               | Danny van Poppel (NED)      | 95.                         |
| Sportsdirektør: Heinrich Haussler |                             |                             |

| Soudal Quick-Step SOQ            | Soudal Quick-Step SOQ       | Soudal Quick-Step SOQ |
| -------------------------------- | --------------------------- | --------------------- |
| Nr.                              | Rytter                      | Placering             |
| 131                              | Ayco Bastiaens (BEL)        | 106.                  |
| 132                              | James Knox (GBR)            | DNF-3                 |
| 133                              | Antoine Huby (FRA)          | 98.                   |
| 134                              | William Junior Lecerf (BEL) | 53.                   |
| 135                              | Pieter Serry (BEL)          | 65.                   |
| 136                              | Ilan Van Wilder (BEL)       | 8.                    |
| 137                              | Mauri Vansevenant (BEL)     | 42.                   |
| Sportsdirektør: Wilfried Peeters |                             |                       |

| Team Jayco AlUla JAY          | Team Jayco AlUla JAY            | Team Jayco AlUla JAY |
| ----------------------------- | ------------------------------- | -------------------- |
| Nr.                           | Rytter                          | Placering            |
| 141                           | Mauro Schmid (SUI) (landevej)   | 43.                  |
| 142                           | Luke Durbridge (AUS) (landevej) | 87.                  |
| 143                           | Patrick Gamper (AUT)            | 83.                  |
| 144                           | Felix Engelhardt (GER)          | 61.                  |
| 145                           | Ben O'Connor (AUS)              | 7.                   |
| 146                           | Jasha Sütterlin (GER)           | DNF-7                |
| 147                           | Filippo Zana (ITA)              | DNF-2                |
| Sportsdirektør: Mathew Hayman |                                 |                      |

| Team Picnic-PostNL TPP       | Team Picnic-PostNL TPP    | Team Picnic-PostNL TPP |
| ---------------------------- | ------------------------- | ---------------------- |
| Nr.                          | Rytter                    | Placering              |
| 151                          | Warren Barguil (FRA)      | 16.                    |
| 152                          | Pavel Bittner (CZE)       | 108.                   |
| 153                          | Sean Flynn (GBR)          | 88.                    |
| 154                          | Oscar Onley (GBR)         | 3.                     |
| 155                          | Alexander Edmondson (AUS) | DNS-8                  |
| 156                          | Frank van den Broek (NED) | 41.                    |
| 157                          | Tim Naberman (NED)        | 116.                   |
| Sportsdirektør: Pim Ligthart |                           |                        |

| Team Visma \| Lease a Bike TVL  | Team Visma \| Lease a Bike TVL | Team Visma \| Lease a Bike TVL |
| ------------------------------- | ------------------------------ | ------------------------------ |
| Nr.                             | Rytter                         | Placering                      |
| 161                             | Menno Huising (NED)            | DNF-3                          |
| 162                             | Julien Vermote (BEL)           | 91.                            |
| 163                             | Tiesj Benoot (BEL)             | 40.                            |
| 164                             | Thomas Gloag (GBR)             | 79.                            |
| 165                             | Tijmen Graat (NED)             | 24.                            |
| 166                             | Steven Kruijswijk (NED)        | DNF-7                          |
| 167                             | Bart Lemmen (NED)              | 20.                            |
| Sportsdirektør: Maarten Wynants |                                |                                |

| XDS Astana Team XAT           | XDS Astana Team XAT                  | XDS Astana Team XAT |
| ----------------------------- | ------------------------------------ | ------------------- |
| Nr.                           | Rytter                               | Placering           |
| 171                           | Davide Ballerini (ITA)               | 112.                |
| 172                           | Anthon Charmig (DEN)                 | 55.                 |
| 173                           | Nicola Conci (ITA)                   | 22.                 |
| 174                           | Clément Champoussin (FRA) (landevej) | 10.                 |
| 175                           | Alberto Bettiol (ITA) (landevej)     | 101.                |
| 176                           | Fausto Masnada (ITA)                 | 69.                 |
| 177                           | Lorenzo Fortunato (ITA)              | 48.                 |
| Sportsdirektør: Dimitri Sedun |                                      |                     |

| Israel-Premier Tech IPT                  | Israel-Premier Tech IPT        | Israel-Premier Tech IPT |
| ---------------------------------------- | ------------------------------ | ----------------------- |
| Nr.                                      | Rytter                         | Placering               |
| 181                                      | Chris Froome (GBR)             | 97.                     |
| 182                                      | Joseph Blackmore (GBR)         | 19.                     |
| 183                                      | George Bennett (NZL)           | 14.                     |
| 184                                      | Hugo Houle (CAN)               | 33.                     |
| 185                                      | Simon Clarke (AUS)             | DNF-7                   |
| 186                                      | Matthew Riccitello (USA)       | DNF-7                   |
| 187                                      | Michael Woods (CAN) (landevej) | DNF-4                   |
| Sportsdirektør: Jonathan Patrick McCarty |                                |                         |

| Lotto LOT                     | Lotto LOT                      | Lotto LOT |
| ----------------------------- | ------------------------------ | --------- |
| Nr.                           | Rytter                         | Placering |
| 191                           | Arnaud De Lie (BEL) (landevej) | 113.      |
| 192                           | Jasper De Buyst (BEL)          | 119.      |
| 193                           | Sébastien Grignard (BEL)       | 118.      |
| 194                           | Eduardo Sepúlveda (ARG)        | 18.       |
| 195                           | Arjen Livyns (BEL)             | 72.       |
| 196                           | Brent Van Moer (BEL)           | 86.       |
| 197                           | Jonas Gregaard (DEN)           | 107.      |
| Sportsdirektør: Tony Gallopin |                                |           |

| Q36.5 Pro Cycling Team Q36       | Q36.5 Pro Cycling Team Q36 | Q36.5 Pro Cycling Team Q36 |
| -------------------------------- | -------------------------- | -------------------------- |
| Nr.                              | Rytter                     | Placering                  |
| 201                              | Fabio Christen (SUI)       | 67.                        |
| 202                              | Matteo Badilatti (SUI)     | 59.                        |
| 203                              | Gianluca Brambilla (ITA)   | 45.                        |
| 204                              | Sjoerd Bax (NED)           | DNF-7                      |
| 205                              | David de la Cruz (ESP)     | DNF-5                      |
| 206                              | Marcel Camprubí (ESP)      | 31.                        |
| 207                              | David González López (ESP) | 93.                        |
| Sportsdirektør: Michael Albasini |                            |                            |

| Tudor Pro Cycling Team TUD          | Tudor Pro Cycling Team TUD | Tudor Pro Cycling Team TUD |
| ----------------------------------- | -------------------------- | -------------------------- |
| Nr.                                 | Rytter                     | Placering                  |
| 211                                 | Marc Hirschi (SUI)         | DNS-8                      |
| 212                                 | Julian Alaphilippe (FRA)   | 5.                         |
| 213                                 | Marco Haller (AUT)         | DNS-8                      |
| 214                                 | Petr Kelemen (CZE)         | DNF-7                      |
| 215                                 | Marius Mayrhofer (GER)     | 92.                        |
| 216                                 | Larry Warbasse (USA)       | 71.                        |
| 217                                 | Luc Wirtgen (LUX)          | 102.                       |
| Sportsdirektør: Sylvain Blanquefort |                            |                            |

| UAE Team Emirates XRG UAD         | UAE Team Emirates XRG UAD               | UAE Team Emirates XRG UAD |
| --------------------------------- | --------------------------------------- | ------------------------- |
| Nr.                               | Rytter                                  | Placering                 |
| 1                                 | Jan Christen (SUI)                      | DNF-6                     |
| 2                                 | Mikkel Norsgaard Bjerg (DEN)            | HD-8                      |
| 3                                 | João Almeida (POR)                      | 1.                        |
| 4                                 | Felix Großschartner (AUT) (enkeltstart) | 11.                       |
| 5                                 | Vegard Stake Laengen (NOR)              | 85.                       |
| 6                                 | Julius Johansen (DEN)                   | 100.                      |
| 7                                 | António Morgado (POR)                   | 64.                       |
| Sportsdirektør: Simone Pedrazzini |                                         |                           |

| Alpecin-Deceuninck ADC          | Alpecin-Deceuninck ADC      | Alpecin-Deceuninck ADC |
| ------------------------------- | --------------------------- | ---------------------- |
| Nr.                             | Rytter                      | Placering              |
| 11                              | Silvan Dillier (SUI)        | 111.                   |
| 12                              | Ramses Debruyne (BEL)       | 34.                    |
| 13                              | Gal Glivar (SLO)            | 70.                    |
| 14                              | Jimmy Janssens (BEL)        | 115.                   |
| 15                              | Henri Uhlig (GER)           | 117.                   |
| 16                              | Emiel Verstrynge (BEL)      | 32.                    |
| 17                              | Fabio Van den Bossche (BEL) | HD-8                   |
| Sportsdirektør: Jens Keukeleire |                             |                        |

| Arkéa-B&B Hotels ARK           | Arkéa-B&B Hotels ARK   | Arkéa-B&B Hotels ARK |
| ------------------------------ | ---------------------- | -------------------- |
| Nr.                            | Rytter                 | Placering            |
| 21                             | Ewen Costiou (FRA)     | 23.                  |
| 22                             | Élie Gesbert (FRA)     | DNF-1                |
| 23                             | Laurens Huys (BEL)     | DNF-3                |
| 24                             | Mathis Le Berre (FRA)  | 80.                  |
| 25                             | Martin Tjøtta (NOR)    | 94.                  |
| 26                             | Kévin Vauquelin (FRA)  | 2.                   |
| 27                             | Alessandro Verre (ITA) | DNF-6                |
| Sportsdirektør: Mickael Leveau |                        |                      |

| Cofidis COF                       | Cofidis COF            | Cofidis COF |
| --------------------------------- | ---------------------- | ----------- |
| Nr.                               | Rytter                 | Placering   |
| 31                                | Jon Izagirre (ESP)     | 52.         |
| 32                                | Nolann Mahoudo (FRA)   | DNF-6       |
| 33                                | Sam Maisonobe (FRA)    | 27.         |
| 34                                | Sylvain Moniquet (BEL) | 96.         |
| 35                                | Stefano Oldani (ITA)   | 60.         |
| 36                                | Jan Maas (NED)         | 73.         |
| 37                                | Sergio Samitier (ESP)  | 54.         |
| Sportsdirektør: Yvonnick Bolgiani |                        |             |

| Bahrain Victorious TBV       | Bahrain Victorious TBV   | Bahrain Victorious TBV |
| ---------------------------- | ------------------------ | ---------------------- |
| Nr.                          | Rytter                   | Placering              |
| 41                           | Matej Mohorič (SLO)      | 63.                    |
| 42                           | Pello Bilbao (ESP)       | 57.                    |
| 43                           | Rainer Kepplinger (AUT)  | 47.                    |
| 44                           | Nicolò Buratti (ITA)     | 82.                    |
| 45                           | Finlay Pickering (GBR)   | 13.                    |
| 46                           | Mathijs Paasschens (NED) | 68.                    |
| 47                           | Max van der Meulen (NED) | DNS-2                  |
| Sportsdirektør: Michał Gołaś |                          |                        |

| Decathlon-AG2R La Mondiale DAT | Decathlon-AG2R La Mondiale DAT | Decathlon-AG2R La Mondiale DAT |
| ------------------------------ | ------------------------------ | ------------------------------ |
| Nr.                            | Rytter                         | Placering                      |
| 51                             | Felix Gall (AUT)               | 4.                             |
| 52                             | Léo Bisiaux (FRA)              | 35.                            |
| 53                             | Stefan Bissegger (SUI)         | 104.                           |
| 54                             | Benoît Cosnefroy (FRA)         | DNF-1                          |
| 55                             | Callum Scotson (AUS)           | 28.                            |
| 56                             | Paul Lapeira (FRA) (landevej)  | 74.                            |
| 57                             | Nans Peters (FRA)              | 77.                            |
| Sportsdirektør: Julien Jurdie  |                                |                                |

| EF Education-EasyPost EFE          | EF Education-EasyPost EFE  | EF Education-EasyPost EFE |
| ---------------------------------- | -------------------------- | ------------------------- |
| Nr.                                | Rytter                     | Placering                 |
| 61                                 | Rui Costa (POR) (landevej) | 81.                       |
| 62                                 | Vincenzo Albanese (ITA)    | 103.                      |
| 63                                 | Samuele Battistella (ITA)  | 89.                       |
| 64                                 | Madis Mihkels (EST)        | 105.                      |
| 65                                 | Neilson Powless (USA)      | 38.                       |
| 66                                 | Harry Sweeny (AUS)         | 76.                       |
| 67                                 | Max Walker (GBR)           | 114.                      |
| Sportsdirektør: Tejay van Garderen |                            |                           |

| Groupama-FDJ GFC | Groupama-FDJ GFC                | Groupama-FDJ GFC |
| ---------------- | ------------------------------- | ---------------- |
| Nr.              | Rytter                          | Placering        |
| 71               | Stefan Küng (SUI) (enkeltstart) | 58.              |
| 72               | Lewis Askey (GBR)               | 90.              |
| 73               | Romain Grégoire (FRA)           | 17.              |
| 74               | Johan Jacobs (SUI)              | DNF-1            |
| 75               | Olivier Le Gac (FRA)            | 120.             |
| 76               | Eddy Le Huitouze (FRA)          | 110.             |
| 77               | Valentin Madouas (FRA)          | 26.              |

| Ineos Grenadiers IGD            | Ineos Grenadiers IGD     | Ineos Grenadiers IGD |
| ------------------------------- | ------------------------ | -------------------- |
| Nr.                             | Rytter                   | Placering            |
| 81                              | Geraint Thomas (GBR)     | DNS-4                |
| 82                              | Laurens De Plus (BEL)    | DNF-4                |
| 83                              | Lucas Hamilton (AUS)     | 75.                  |
| 84                              | Bob Jungels (LUX)        | 37.                  |
| 85                              | Ben Swift (GBR)          | 46.                  |
| 86                              | Andrew August (USA)      | 49.                  |
| 87                              | Victor Langellotti (MON) | 44.                  |
| Sportsdirektør: Christian Knees |                          |                      |

| Intermarché-Wanty IWA          | Intermarché-Wanty IWA           | Intermarché-Wanty IWA |
| ------------------------------ | ------------------------------- | --------------------- |
| Nr.                            | Rytter                          | Placering             |
| 91                             | Georg Zimmermann (GER)          | 15.                   |
| 92                             | Kevin Colleoni (ITA)            | DNF-5                 |
| 93                             | Alexander Kamp (DEN)            | 109.                  |
| 94                             | Gerben Kuypers (BEL)            | 84.                   |
| 95                             | Simone Petilli (ITA)            | 62.                   |
| 96                             | Jonas Rutsch (GER)              | 66.                   |
| 97                             | Roel van Sintmaartensdijk (NED) | DNF-6                 |
| Sportsdirektør: Steven De Neef |                                 |                       |

| Lidl-Trek LTK                 | Lidl-Trek LTK                  | Lidl-Trek LTK |
| ----------------------------- | ------------------------------ | ------------- |
| Nr.                           | Rytter                         | Placering     |
| 101                           | Tao Geoghegan Hart (GBR)       | 25.           |
| 102                           | Andrea Bagioli (ITA)           | DNS-7         |
| 103                           | Juan Pedro López (ESP)         | 36.           |
| 104                           | Otto Vergaerde (BEL)           | 56.           |
| 105                           | Lennard Kämna (GER)            | 6.            |
| 106                           | Sam Oomen (NED)                | 51.           |
| 107                           | Quinn Simmons (USA) (landevej) | 30.           |
| Sportsdirektør: Michael Schär |                                |               |

| Movistar Team MOV            | Movistar Team MOV     | Movistar Team MOV |
| ---------------------------- | --------------------- | ----------------- |
| Nr.                          | Rytter                | Placering         |
| 111                          | Nairo Quintana (COL)  | 50.               |
| 112                          | Pablo Castrillo (ESP) | 9.                |
| 113                          | Will Barta (USA)      | 12.               |
| 114                          | Albert Torres (ESP)   | DNF-7             |
| 115                          | Nelson Oliveira (POR) | 78.               |
| 116                          | Javier Romo (ESP)     | 39.               |
| 117                          | Pelayo Sánchez (ESP)  | DNF-4             |
| Sportsdirektør: Max Sciandri |                       |                   |

| Red Bull-Bora-Hansgrohe RBH       | Red Bull-Bora-Hansgrohe RBH | Red Bull-Bora-Hansgrohe RBH |
| --------------------------------- | --------------------------- | --------------------------- |
| Nr.                               | Rytter                      | Placering                   |
| 121                               | Aleksandr Vlasov            | 21.                         |
| 122                               | Roger Adrià (ESP)           | DNF-7                       |
| 123                               | Anton Palzer (GER)          | DNS-2                       |
| 124                               | Jonas Koch (GER)            | 99.                         |
| 125                               | Jordi Meeus (BEL)           | DNF-7                       |
| 126                               | Matteo Sobrero (ITA)        | 29.                         |
| 127                               | Danny van Poppel (NED)      | 95.                         |
| Sportsdirektør: Heinrich Haussler |                             |                             |

| Soudal Quick-Step SOQ            | Soudal Quick-Step SOQ       | Soudal Quick-Step SOQ |
| -------------------------------- | --------------------------- | --------------------- |
| Nr.                              | Rytter                      | Placering             |
| 131                              | Ayco Bastiaens (BEL)        | 106.                  |
| 132                              | James Knox (GBR)            | DNF-3                 |
| 133                              | Antoine Huby (FRA)          | 98.                   |
| 134                              | William Junior Lecerf (BEL) | 53.                   |
| 135                              | Pieter Serry (BEL)          | 65.                   |
| 136                              | Ilan Van Wilder (BEL)       | 8.                    |
| 137                              | Mauri Vansevenant (BEL)     | 42.                   |
| Sportsdirektør: Wilfried Peeters |                             |                       |

| Team Jayco AlUla JAY          | Team Jayco AlUla JAY            | Team Jayco AlUla JAY |
| ----------------------------- | ------------------------------- | -------------------- |
| Nr.                           | Rytter                          | Placering            |
| 141                           | Mauro Schmid (SUI) (landevej)   | 43.                  |
| 142                           | Luke Durbridge (AUS) (landevej) | 87.                  |
| 143                           | Patrick Gamper (AUT)            | 83.                  |
| 144                           | Felix Engelhardt (GER)          | 61.                  |
| 145                           | Ben O'Connor (AUS)              | 7.                   |
| 146                           | Jasha Sütterlin (GER)           | DNF-7                |
| 147                           | Filippo Zana (ITA)              | DNF-2                |
| Sportsdirektør: Mathew Hayman |                                 |                      |

| Team Picnic-PostNL TPP       | Team Picnic-PostNL TPP    | Team Picnic-PostNL TPP |
| ---------------------------- | ------------------------- | ---------------------- |
| Nr.                          | Rytter                    | Placering              |
| 151                          | Warren Barguil (FRA)      | 16.                    |
| 152                          | Pavel Bittner (CZE)       | 108.                   |
| 153                          | Sean Flynn (GBR)          | 88.                    |
| 154                          | Oscar Onley (GBR)         | 3.                     |
| 155                          | Alexander Edmondson (AUS) | DNS-8                  |
| 156                          | Frank van den Broek (NED) | 41.                    |
| 157                          | Tim Naberman (NED)        | 116.                   |
| Sportsdirektør: Pim Ligthart |                           |                        |

| Team Visma \| Lease a Bike TVL  | Team Visma \| Lease a Bike TVL | Team Visma \| Lease a Bike TVL |
| ------------------------------- | ------------------------------ | ------------------------------ |
| Nr.                             | Rytter                         | Placering                      |
| 161                             | Menno Huising (NED)            | DNF-3                          |
| 162                             | Julien Vermote (BEL)           | 91.                            |
| 163                             | Tiesj Benoot (BEL)             | 40.                            |
| 164                             | Thomas Gloag (GBR)             | 79.                            |
| 165                             | Tijmen Graat (NED)             | 24.                            |
| 166                             | Steven Kruijswijk (NED)        | DNF-7                          |
| 167                             | Bart Lemmen (NED)              | 20.                            |
| Sportsdirektør: Maarten Wynants |                                |                                |

| XDS Astana Team XAT           | XDS Astana Team XAT                  | XDS Astana Team XAT |
| ----------------------------- | ------------------------------------ | ------------------- |
| Nr.                           | Rytter                               | Placering           |
| 171                           | Davide Ballerini (ITA)               | 112.                |
| 172                           | Anthon Charmig (DEN)                 | 55.                 |
| 173                           | Nicola Conci (ITA)                   | 22.                 |
| 174                           | Clément Champoussin (FRA) (landevej) | 10.                 |
| 175                           | Alberto Bettiol (ITA) (landevej)     | 101.                |
| 176                           | Fausto Masnada (ITA)                 | 69.                 |
| 177                           | Lorenzo Fortunato (ITA)              | 48.                 |
| Sportsdirektør: Dimitri Sedun |                                      |                     |

| Israel-Premier Tech IPT                  | Israel-Premier Tech IPT        | Israel-Premier Tech IPT |
| ---------------------------------------- | ------------------------------ | ----------------------- |
| Nr.                                      | Rytter                         | Placering               |
| 181                                      | Chris Froome (GBR)             | 97.                     |
| 182                                      | Joseph Blackmore (GBR)         | 19.                     |
| 183                                      | George Bennett (NZL)           | 14.                     |
| 184                                      | Hugo Houle (CAN)               | 33.                     |
| 185                                      | Simon Clarke (AUS)             | DNF-7                   |
| 186                                      | Matthew Riccitello (USA)       | DNF-7                   |
| 187                                      | Michael Woods (CAN) (landevej) | DNF-4                   |
| Sportsdirektør: Jonathan Patrick McCarty |                                |                         |

| Lotto LOT                     | Lotto LOT                      | Lotto LOT |
| ----------------------------- | ------------------------------ | --------- |
| Nr.                           | Rytter                         | Placering |
| 191                           | Arnaud De Lie (BEL) (landevej) | 113.      |
| 192                           | Jasper De Buyst (BEL)          | 119.      |
| 193                           | Sébastien Grignard (BEL)       | 118.      |
| 194                           | Eduardo Sepúlveda (ARG)        | 18.       |
| 195                           | Arjen Livyns (BEL)             | 72.       |
| 196                           | Brent Van Moer (BEL)           | 86.       |
| 197                           | Jonas Gregaard (DEN)           | 107.      |
| Sportsdirektør: Tony Gallopin |                                |           |

| Q36.5 Pro Cycling Team Q36       | Q36.5 Pro Cycling Team Q36 | Q36.5 Pro Cycling Team Q36 |
| -------------------------------- | -------------------------- | -------------------------- |
| Nr.                              | Rytter                     | Placering                  |
| 201                              | Fabio Christen (SUI)       | 67.                        |
| 202                              | Matteo Badilatti (SUI)     | 59.                        |
| 203                              | Gianluca Brambilla (ITA)   | 45.                        |
| 204                              | Sjoerd Bax (NED)           | DNF-7                      |
| 205                              | David de la Cruz (ESP)     | DNF-5                      |
| 206                              | Marcel Camprubí (ESP)      | 31.                        |
| 207                              | David González López (ESP) | 93.                        |
| Sportsdirektør: Michael Albasini |                            |                            |

| Tudor Pro Cycling Team TUD          | Tudor Pro Cycling Team TUD | Tudor Pro Cycling Team TUD |
| ----------------------------------- | -------------------------- | -------------------------- |
| Nr.                                 | Rytter                     | Placering                  |
| 211                                 | Marc Hirschi (SUI)         | DNS-8                      |
| 212                                 | Julian Alaphilippe (FRA)   | 5.                         |
| 213                                 | Marco Haller (AUT)         | DNS-8                      |
| 214                                 | Petr Kelemen (CZE)         | DNF-7                      |
| 215                                 | Marius Mayrhofer (GER)     | 92.                        |
| 216                                 | Larry Warbasse (USA)       | 71.                        |
| 217                                 | Luc Wirtgen (LUX)          | 102.                       |
| Sportsdirektør: Sylvain Blanquefort |                            |                            |